# Hip hop tuga
Hip Hop Tuga é a designação habitual (coloquial) para a música hip hop feita em Portugal. Apesar de não ser possível apontar a origem certa do termo, é possível que remonte ao final do século passado, derivado da gíria popular à volta do movimento.

## História

### Primórdios
Não é certo quando nem como é que o hip-hop chegou a Portugal. Contudo, a base das Lajes na ilha Terceira é apontada como uma das portas de entrada do género em Portugal, fruto da influência dos militares norte-americanos lá instalados - ainda no final dos anos 80. O início da divulgação radiofónica do género foi amplificado na zona da Grande Lisboa através do programa Mercado Negro, da Correio da Manhã Rádio. 

### 1990-2000 - Hip-hop em português

#### Os primeiros discos e eventos
Lançada em 1994, pela divisão portuguesa da Columbia, a compilação Rapública é tida como o registo primordial do hip-hop tuga. O disco reuniu vários nomes pioneiros do movimento, como Boss AC e coletivos como os Zona Dread e os Líderes da Nova Mensagem, entre outros. Os Black Company assinaram o single de apresentação, "Nadar". Com um refrão orelhudo e de tom leve, o tema foi um êxito de verão e a sua influência foi notória. A propósito das gravuras de Foz Côa, o presidente da república na época, Mário Soares, citou a canção - “As gravuras não sabem nadar”. Nos anos seguintes, Cavaco Silva e Jorge Sampaio usaram hip-hop português como hinos de campanhas políticas.
1994 foi um ano de viragem, com vários nomes de peso a firmarem os primeiros passos. Ainda à procura da sua formação final, os Da Weasel editaram o seu EP de estreia, More Than 30 Motherf***s. No Porto, o trio Mind Da Gap assinou pela novíssima NorteSul, depois de ter recusado o convite para participar em Rapública. Em dezembro, um dos primeiros DJs portugueses de hip-hop, o DJ Bomberjack, lançoua sua primeira mixtape, Underground Music Scene, inaugurando o circuito independente.
A primeiras edições no feminino chegaram, igualmente, nesta década. O grupo Divine estreou-se com uma participação no primeiro álbum dos Black Company, em 1995 Dois anos mais tarde, as Djamal tornam-se nas primeiras mulheres a editar em nome próprio - Abram Espaço foi lançado em 1997 pela BMG.

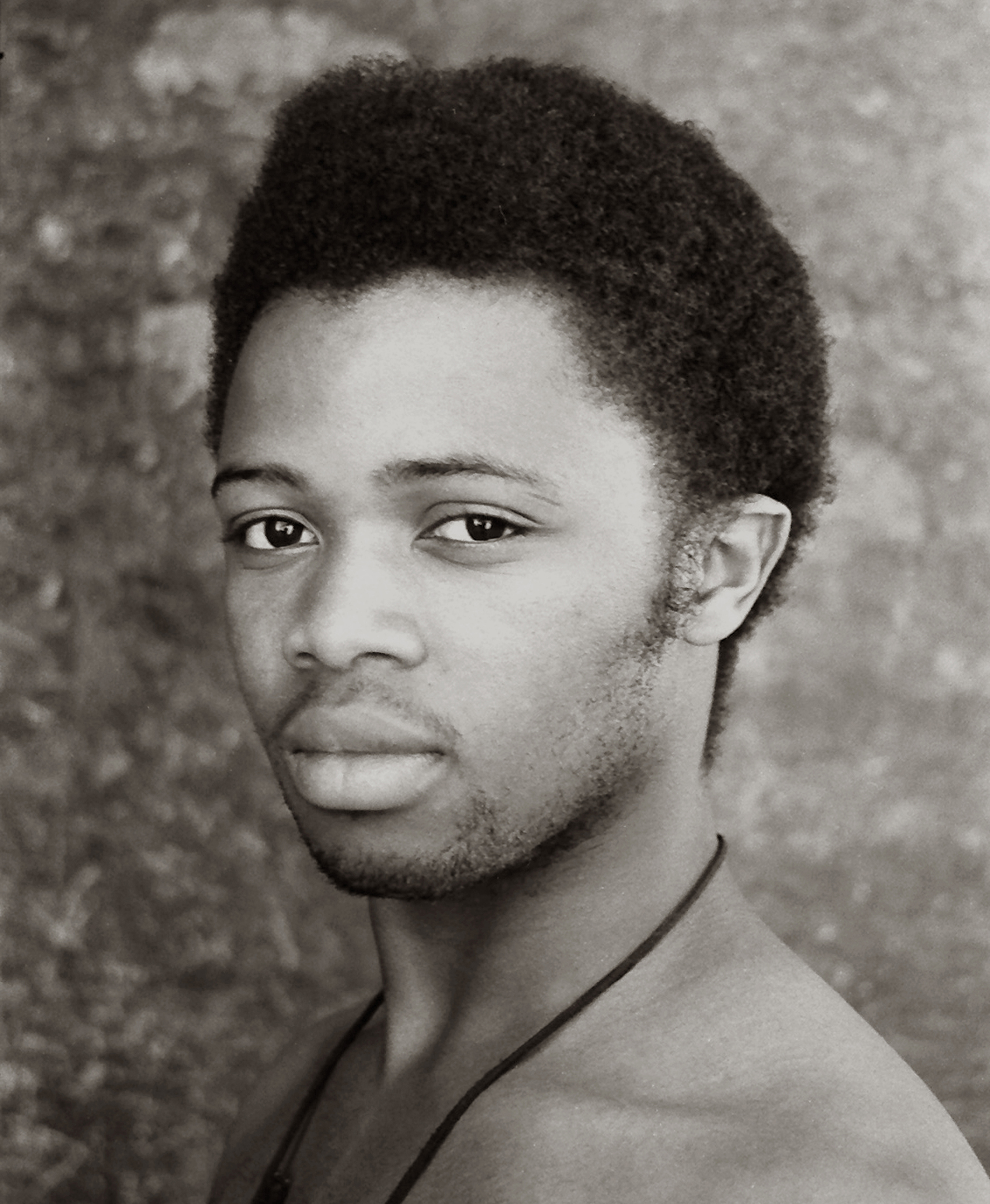
General D em Lisboa 1993 (foto de Ithaka).

General D foi o primeiro artista a solo a assinar um contrato de gravação com grande grupo de edição discográfica, a EMI. O seu álbum de estreia, Pé Na Tchôn, Karapinha Na Céu, foi editado em 1995, mas a sua ligação ao movimento é bastante anterior. O artista foi um dos organizadores do primeiro festival de rap em Portugal - um evento realizado em 1990, na sala Incrível Almadense.
Na segunda metade da década, começaram a despertar álbuns marginais, mais alternativos e caseiros, sem quaisquer preocupações comerciais. Como referiu Sam the Kid em entrevista, “as pessoas quando começam a fazer música não pensam no negócio, pensam só em criar”. 

#### O hip-hop na comunicação social
O hip-hop surgiu em destaque na imprensa especializada, pela primeira vez, numa reportagem do jornal Blitz, em 1992. Por volta da mesma altura, na RTP2, o programa Pop Off gravou uma reportagem no Miratejo com vários rappers a fazerem freestyle; entre eles estavam General D e alguns elementos dos Black Company.
No ano seguinte, nasceu o primeiro programa de rádio português dedicado exclusivamente ao hip-hop. O Novo Rap Jovem era transmitido na lisboeta Rádio Energia, dirigido por José Mariño. Pouco tempo depois, Mariño mudou-se para a Antena 3, onde passou a apresentar o Repto, programa em que começou a divulgar trabalhos de rappers e produtores portugueses. Com um alcance alargado, a sessão semanal fez com que Mariño passasse a ser considerado um dos primeiros grandes divulgadores do género em Portugal. Já no final da década, a Rádio Marginal arrancou com um novo programa intitulado Hip-hop Don't Stop.